# .ba
.ba je internetová národní doména nejvyššího řádu pro Bosnu a Hercegovinu.

## Rezervované domény 2.úrovně
- .org.ba: Neziskové organizace
- .net.ba: Telekomunikace
- .edu.ba: Vzdělávání
- .gov.ba: Místní, regionální a národní vládní instituce
- .mil.ba: Armáda
- .unsa.ba: Univerzita Sarajevo
- .unbi.ba: Univerzita Bihać

- .co.ba: Spravována společností Sayber ze Sarajeva.
- .com.ba: Spravována společností BIHnet, pobočkou BH Telecom.
- .rs.ba: Spravována společností SARnet Centar (Akademické a výzkumné centrum republiky Srbské) z Banja Luky.